# Madonna w żałobie
Madonna w żałobie – obraz olejny hiszpańskiego malarza pochodzenia greckiego Dominikosa Theotokopulosa, znanego jako El Greco.
W 1954 roku obraz znajdował się jeszcze w Rohoncz Castle Collections w Lugano. Nie jest wymieniany w większości katalogów poza monografią Ludwiga Goldscheidera z 1954 roku.